# Danilo Cruz Vélez
Danilo Cruz Vélez (Filadelfia, Caldas; 1920 -  Bogotá; 10 de diciembre de 2008), fue un filósofo y Académico colombiano.

## Biografía
Realizó estudios universitarios en Bogotá y Friburgo (Alemania). Luego fue profesor en la Universidad Nacional de Colombia y en la Universidad de los Andes hasta 1972, donde es reconocido como uno de los filósofos más eminentes de su país.
Su filosofía aborda los problemas de la Antropología filosófica, Filosofía Cultural y Metafísica, abordando autores como Friedrich Nietzsche, Friedrich von Schiller y Martin Heidegger. También introdujo la Fenomenología moderna y analizó el pasado filosófico de Colombia dentro del marco de la disciplina reflexiva, reivindicando el derecho de los pueblos americanos a ser deliberantes en el marco amplio del pensamiento occidental, aproximándolo a Francisco Romero.
Colaboró en revistas filosóficas como Latinoamericana de Filosofía y Correo de los Andes. Fundó con Rafael Carrillo el Instituto de Filosofía de la Universidad Nacional y es miembro de la Sociedad Europea de Cultura y la Academia Argentina de Ciencias.
Murió el miércoles 10 de diciembre de 2008, víctima de una neumonía.

## Obras
- Nueva Imagen del Hombre y de la Cultura (1948)
- Filosofía sin Supuestos: de Husserl a Heidegger (1970)
  - El Hombre y el Ser Archivado el 19 de agosto de 2006 en Wayback Machine. Capítulo de Filosofía... sobre Martin Heidegger
- Nietzscheana (1972)
- El Mito del Rey Filósofo: Platón, Marx y Heidegger
- Tabula Rasa (1991)
- La época de la crisis. Conversaciones con Danilo Cruz Vélez.
- El Misterio del Lenguaje (1995):

## El Misterio del Lenguaje
El Misterio del Lenguaje (1995)  es un análisis del lenguaje desde la perspectiva de la Filosofía del Lenguaje, aplicada al análisis de la poesía colombiana en el contexto hispanoamericano. Adicionalmente en una segunda parte el autor aborda la crisis del mundo actual y su reflejo en la literatura rusa sobre el nihilismo de Turgeniev y Dostoievski, el problema del gigantismo de las ciudades colombianas y latinoamericanas y la desaparición del campo, la ética de Max Scheler y su crítica al papa Juan Pablo II, un análisis de la contribución de Sartre a la literatura y la filosofía,  y una breve introducción a los planteamientos básicos de Heidegger en la obra Ser y Tiempo y Contribución a la Historia de la Filosofía, donde deja abierta la necesidad de superación de la crisis.